# 필로파포스
가이우스 율리우스 안티오코스 에피파네스 필로파포스 혹은 필로파푸스 (Gaius Julius Antiochus Epiphanes Philopappos, 그리스어: Γάϊος Ἰούλιος Ἀντίοχος Ἐπιφανής Φιλόπαππος 65 – 116년)는 1세기와 2세기의 로마 제국에서 살았던 콤마게네 왕국의 왕족이다. 로마 제국에서 가장 저명한 그리스인 인사 중 한 명이었다.

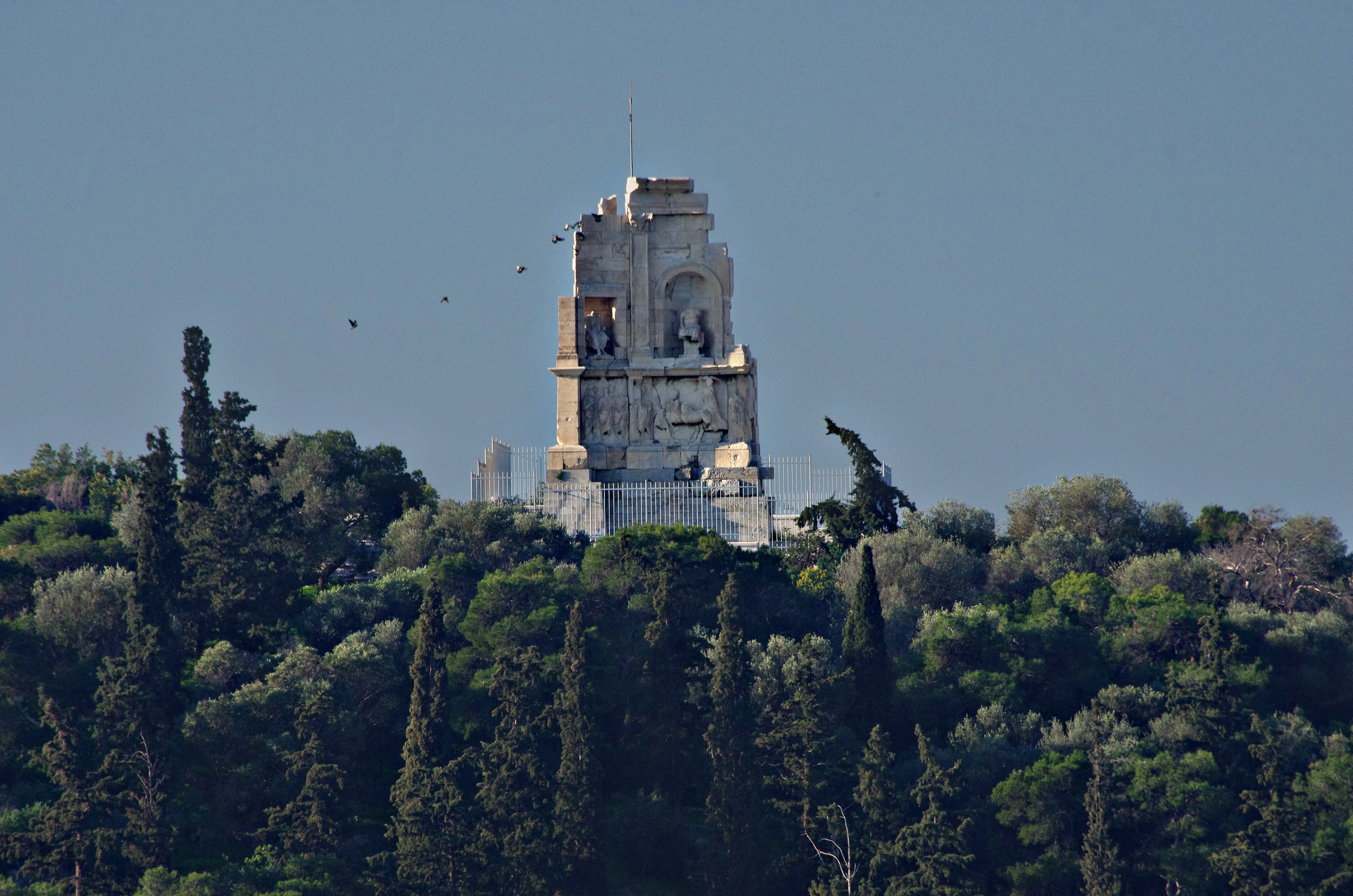
필로파포스의 마우솔레움

## 가족 관계 및 초기 생애
필로파포스는 귀족 계층에, 인척 관계가 좋은 신분의 사람이었다. 그는 콤마게네의 그리스계 왕족 가이우스 율리우스 아르켈라우스 안티오코스 에피파네스와 이집트계 그리스인 여성 클라우디아 카피톨리나의 장자로 태어났다. 그의 유일한 형제자매인 여동생 율리아 발빌라는 시인이었고 하드리아누스 황제와 비비아 사비나 황후와 절친한 사이였다.
필로파포스의 부모는 서로 먼 친척 관계였다. 클라우디아 카피톨리나의 조모는 콤마게네의 안티오코스 1세 테오스의 손녀인 콤마게네의 아카 2세였고, 한편 필로파포스의 아버지는 콤마게네의 안티오코스 4세 왕과 율리아 이오타파 왕비의 장자였다. 안티오코스 4세와 이오타파는 안티오코스 1세 테오스의 직계 후손이며, 따라서 이들은 순혈을 나눈 형제 자매였다. 필로파포스는 아르메니아, 그리스, 메디아 혈통을 지녔다. 조부들을 통해서, 그는 혈통을 셀레우코스 제국 및 프톨레마이오스 왕국까지 거슬러 추적할 수 있었다.
필로파포스의 외조부는 티베리우스 클라우디우스 발빌루스였다. 발발루스는 점성가이자 조예깊은 학자로, 나중에는 이집트의 총독직을 수행하기도 하였다. 발빌루스와 이집트계 그리스인 문법학자이자 점성가인 발빌루스의 아버지 멘데스의 트라이실로스 등은 초대 로마 황제들 중 일부인 티베리우스, 클라우디우스, 베스파시아누스와 친구 사이였다.
필로파포스는 콤마게네 왕국의 수도였던 사모사타에 있는 안티오코스 4세의 궁전에서 태어났다. 필로파포스의 원래 이름은 가이우스 율리우스 안티오코스 에피파네스 (Gaius Julius Antiochus Epiphanes)이다. 그의 별칭이자 현재 알려진 그의 이름은 필로파포스 혹은 필로파푸스다. 필로파포스는 선조들에 대한 애정을 뜻한다. 그는 안티오코스 4세 및 아마 티베리우스 클라우디우스 발빌루스와 친밀한 사이 때문이 이 별칭을 얻었다. 필로파포스는 전형적인 그리스 상류층 교육을 받았다.
서기 72년에, 시리아 속주 총독 루키우스 카이센네우스 파이투스는 베스파시아누스에게 안티오코스 4세, 필로파포스의 아버지 에피파네스, 숙부 칼리니코스가 로마에 맞서 반란을 계획하고 파르티아의 왕과 동맹을 맺은 걸 고발하는 서한들을 보냈다. 이 고발에 대한 사실 여부는 알려져 있지 않다. 서한을 읽은 후, 베스파시아누스는 사모사타에서 유프라테스강을 건너가는 전략적 이점을 지키기 위해선 안티오코스 4세의 가문을 더 이상 신뢰할 수 없다 느꼈고, 그래서 그는 안티오코스 4세에게 콤마게네의 통치를 관두라는 명령을 내렸다.
파이투스는 페라타 제6군단을 앞세워 콤마게네 왕국을 공격했다. 또한 종속국 왕들인 칼키스의 아리스토불로스와 에메사의 소하이모스는 파이투스에게 군대를 지원했고, 이들 병력 모두 전투가 일어나기 전 밤에 도착했다. 에피파네스와 칼리니코스가 야간전을 준비하는 동안, 안티오코스 4세는 킬리키아로 달아날 준비를 하고 있었다.
전투가 일어나기로 되어 있던 날의 아침에, 로마군에 겁에 질린 에피파네스는 그의 가족들 및 칼리니코스와 같이 파르티아로 달아났고, 한편 안티오코스 4세는 킬리키아로 도망쳤다. 에피파네스와 칼리니코스가 파르티아로 달아나기 전에 침입에 맞서 저항하려는 시도를 잠시나마 했을 가능성 있다.
안티오코스 4세의 가문은 자신들의 병력들과 콤마게네의 시민들을 실망시켰다. 안티오코스 4세와 그의 가족들은 로마와 전쟁을 원치 않았도 자신들의 대한 혐의를 분명히 하고 싶었다. 베스파시아누스는 에피파네스와 그의 가족들, 칼리니코스를 평화적으로 의장대와 같이 로마로 데려왔다. 에피파네스와 그의 가족, 칼리니코스는 자신들의 여생을 로마에서 안티오코스 4세와 같이 보냈다. 베스파시아누스는 안티오코스와 그의 가족들에게 먹고 살만한 충분한 재원을 보내주었고, 그래서 이들은 호화스러운 삶을 보냈고 대단한 존중심을 갖고 다뤄졌다.
필로파포스와 그의 가족들은 다시는 콤마게네로 돌아가지 않았다. 콤마게네는 로마의 시리아 속주의 일부로 재편성되었고 콤마게네 시민들은 로마의 충복으로 판단된다.

## 콤마게네 이후 생애
서기 72년, 필로파포스의 여동생 율리아 발빌라가 로마에서 태어났다. 조부들이 모두 사망한 후, 필로파포스와 그의 가족들은 아테네에 정착한다. 아버지가 92년에 알려지지 않은 이유로 사망한 후, 클라우디아 카피톨리나는 자신이 태어난 도시 알렉산드리아로 돌아가, 그곳에서 정치인 마르쿠스 유니우스 루푸스와 재혼한다. 카피톨리나는 여생을 알렉산드리아에서 보냈고, 이 기간에 발질라사 어머니와 같이 있다가 이후에 아테네에 있는 필로파포스에게 돌아갔다.
필로파포스는 스스로 군주의 지위를 갖고 있다 여겼다. 그는 아테네에서 여생을 보냈고 아테네의 중요한 인물이자 존경받는 후원자가 돠었다. 필로파포스는 아테네와 로마의 도시 문제, 정치, 종교 업무를 맡았다. 그는 로마 엘리트에 속했고 트라야누스 황제 및 트라야누스의 후임자이자 이종조카인 하드리아누스와 친구가 되었다. 트라야누스와 하드리아누스를 통해, 필로파포스는 이들의 가족들과도 안면을 트기도 했다.
필로파포스는 로마 시민권자이자 아테네 시민권자이기도 했다. 그는 아테네에서 아르콘 역할을 수행했고 그리스 철학자들과 친구가 되었는데, 이 철학자들을 통해 그리스 역사가 플루타르코스를 알게 되었다. 플루타르코스는 그의 저서에서 필로파포스를 “매우 관대하고 보상을 하는 데 아끼지 않는다”라며 묘사했고 그의 성격에 대해선 “아주 유쾌한 사람이고 학문에 관해 열정적이다”라며 표현했다.
필로파포스는 두 차례 코레고스(코러스 운영단)를 했고, 아고노테테스 (스포츠 경기 운영장)도 한 차례, 베사 (Besa) 데메의 운영회 일원으로서도 활동했다. 105년과 116년 사이에 그는 라레스 및 풍년을 내려주는 신들에게 매년 제물을 바치는 고대 로마의 사제 단체인 프라트레스 아르발레스의 일원이기도 했다.
트라야누스는 그를 로마의 친위대로 임명했다. 그 이후에 트라야누스와 하드리아누스는 필로파포스의 아버지나 선조들이 원로원 계급자들이 아니었음에도 그를 원로원 의원으로 승격시켰다. 필로파포스는 이 계급을 통해 109년에 보좌집정권에 올랐다.
필로파포스가 어느 시점에 결혼을 했을 가능성과, 자녀 및 더 나아가 후손들을 두었을 수도 있으나, 이에 관해 남아있는 기록들은 없다.

## 필로파포스 기념비

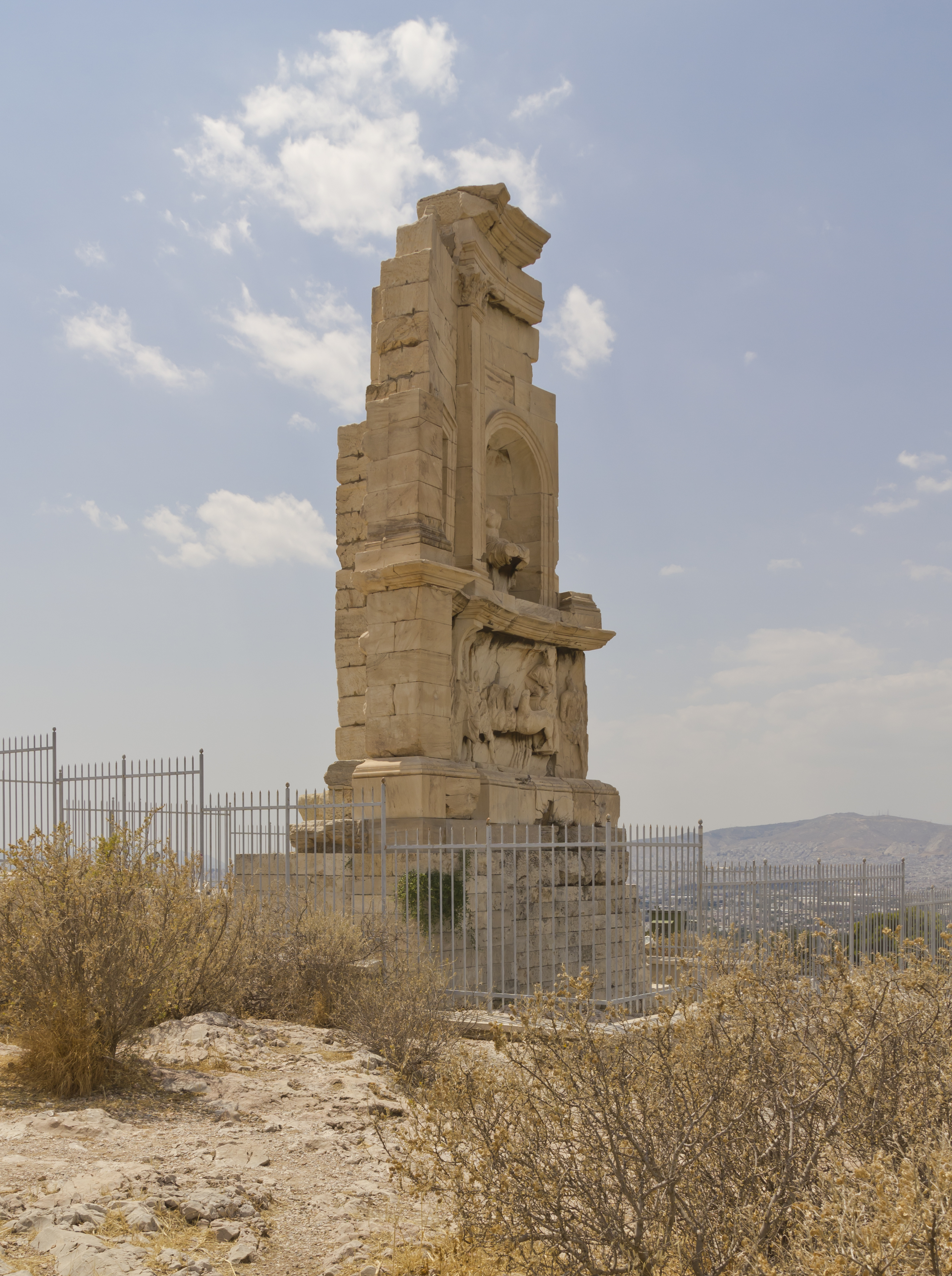
필로파포스 기념비

116년의 필로파포스의 사망은 여동생 율리아 발빌라와 아테네 시민들, 그리고 아마 로마 황가에도 큰 슬픔을 가져다 주었다. 그를 추도하며, 발빌라는 아테네 시민들과 같이 아크로폴리스 남서쪽에 있는 무세이온 언덕에 무덤을 세웠다. 그의 대리석 무덤은 “필로파포스 기념비”라 알려졌으며, 여기에서 이 언덕의 이름이 “필로파포스 언덕”으로 알려지게 되었다.

## 대중문화에서 필로파포스
디예니스 아크리티스의 주인공의 적들 중 한 명이 필로파포스라는 이름의 강도단 대장이다. Dension Bingham Hall에 따르면, 이 등장인물의 명칭이 이 인물은 역사적 인물에서 따온 것으로, "많은 전설들이 이 이름을 둘러싸고 있으며, 그 중 일부는 시에 짜여졌다"라고 덧붙였다.

## 참고 문헌
- Kleiner, D.E.E. “The Monument of Philopappos.” Archaeologica 30 (1983)
- 아테나이오스 Deipnosophistae VIII.350c
- 요세푸스의 《유대 전쟁사》238-243
- 파우사니아스 I.25.8
- 플루타르코스 Quaestiones Convivales 628a; & Quomodo ab adulatore discernatur amicus 48e & 66c
- IG II² 1759, 3112, 3450, 3451, & 4511; IG V.2.524; Inscriptions du Colosse de Memnon nos. 28-31, & OGIS 408